# Joseph L. Votel

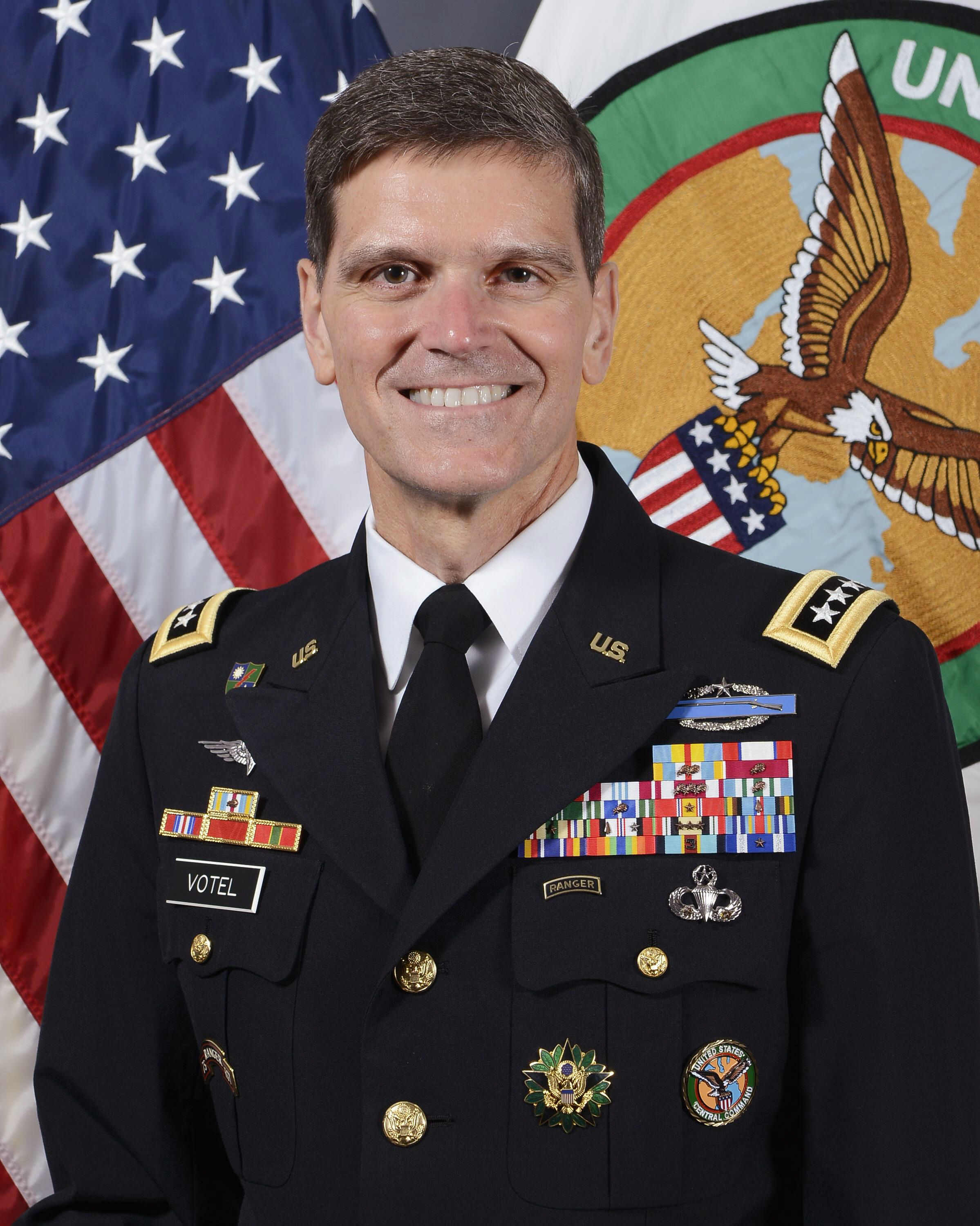
Joseph Votel (2016)

Joseph Leonard Votel III. (* 14. Februar 1958 in Saint Paul, Minnesota) ist ein pensionierter General der United States Army (USA) und war bis zum 28. März 2019 Oberbefehlshaber des United States Central Command (USCENTCOM), eines teilstreitkraftübergreifenden Regionalkommandos der Streitkräfte der Vereinigten Staaten.
Zuvor kommandierte Votel vom 28. August 2014 an das U.S. Special Operations Command (USSOCOM), ein teilstreitkraftübergreifendes Funktionalkommando mit Hauptsitz auf der MacDill Air Force Base, Florida. Votel war der zehnte Offizier in dieser Dienststellung seit Aufstellung des USSOCOM im Jahre 1987.
Von Juli 2010 an war er zunächst Stabschef des USSOCOM und kommandierte ab Juni 2011 das dem USSOCOM unterstellte U.S. Joint Special Operations Command (JSOC).

## Karriere

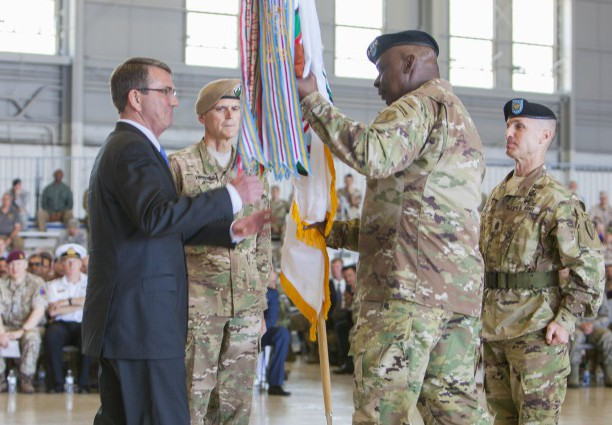
V. l.: US-Verteidigungsminister Ashton Carter, Votel und Lloyd Austin während der Kommandoübergabe am USCENTCOM am 30. März 2016

Nach Abschluss eines Studiums an der United States Military Academy in West Point begann Votel seinen Dienst in der USAR 1980 als Zugführer in der damals noch in Deutschland stationierten 3. US-Infanteriedivision.
2003 zum Brigadegeneral befördert diente Votel in unterschiedlichen Funktionen, unter anderem als Deputy Director, Information Operations/Director, Army Improvised Explosive Device Task Force, Office of the Deputy Chief of Staff in Washington, D.C., und als Assistant Division Commander, 82d Airborne Division in Fort Bragg, North Carolina. In der Verwendung als Deputy commanding general, Operations, Joint Special Operations Command, U.S. Special Operations Command erfolgte 2008 seine Beförderung zum Generalmajor. Ab 2010 diente er ein Jahr als Chief of Staff, U.S. Special Operations Command auf der MacDill Air Force Base, Florida, wurde aber schon 2011 als Commander, Joint Special Operations Command/Commander, Joint Special Operations Command Forward, U.S. Special Operations Command wieder zurück nach Fort Bragg versetzt, wo er im Range eines Generalleutnants diente.
Am 24. Juli 2014 nominierte US-Präsident Barack Obama Votel für die Nachfolge von Admiral William McRaven, der seinerseits in den Ruhestand trat, als Oberbefehlshaber des USSOCOM. Nach Bestätigung durch den Senat trat Votel den Posten schließlich am 28. August an, seine Beförderung zum General erfolgte im Rahmen der Kommandoübergabe.
Am 30. März 2016 übernahm Votel den Oberbefehl über das USCENTCOM von General Lloyd Austin. In diese Zeit fiel vor allem der Kampf gegen die Terrorgruppe Islamischer Staat. Votel ging am 28. März 2019 in den Ruhestand und übergab das Kommando an Kenneth F. McKenzie.
Joseph Votel ist verheiratet mit Michel Votel, geborene Belair, gemeinsam haben sie zwei Söhne.

## Auszeichnungen
Auswahl der Dekorationen, sortiert in Anlehnung an die Order of Precedence of Military Awards:
- Defense Distinguished Service Medal
- Army Distinguished Service Medal
- Defense Superior Service Medal mit zweifachem bronzenen Eichenlaub
- Legion of Merit mit zweifachem bronzenen Eichenlaub
- Defense Meritorious Service Medal
- Meritorious Service Medal mit dreifachem bronzenen Eichenlaub
- Joint Service Commendation Medal mit bronzenem Eichenlaub
- Army Commendation Medal
- Army Achievement Medal mit bronzenem Eichenlaub
- Joint Meritorious Unit Award
- Superior Unit Award
- National Defense Service Medal mit bronzenem Service Star
- Armed Forces Expeditionary Medal mit Pfeilspitze
- Southwest Asia Service Medal mit bronzenem Service Star
- Afghanistan Campaign Medal mit Pfeilspitze
- Global War on Terrorism Expeditionary Medal
- Global War on Terrorism Service Medal
- Army Service Ribbon
- Army Overseas Service Ribbon
- NATO-Medaille (für den Einsatz im ehemaligen Jugoslawien)